# Stictoptera microthyris
Stictoptera microthyris là một loài bướm đêm trong họ Noctuidae.